# Basílica de la Macarena
La basílica de la Macarena, denominada oficialmente basílica de María Santísima de la Esperanza Macarena,[cita requerida] es un templo católico situado en el número 1 de la Plaza de la Esperanza Macarena, junto a la Ronda Histórica en el barrio Macarena,perteneciente al distrito Casco Antiguo de la ciudad de Sevilla (España).
El edificio constituye la sede de la Hermandad de la Esperanza Macarena, que hace estación de penitencia en la Madrugada del Viernes Santo con las imágenes de  la Esperanza Macarena y Nuestro Padre Jesús de la Sentencia.

## Historia
El nuevo templo estaba destinado a albergar a las imágenes titulares de la Hermandad de la Macarena, que hasta entonces se veneraban en su capilla dentro de la parroquia de San Gil, y que había sido incendiada en 1936.
La construcción se inició en 1941, después de que el 13 de abril, Pedro Segura y Sáenz, arzobispo de Sevilla, bendijo los terrenos en los que se edificó y colocó la primera piedra del templo; y se finalizó el año 1949, siendo bendecida el 18 de marzo por el mismo arzobispo y actuando como padrinos el general Queipo de Llano y Serafina Salcedo, y consagrada por el cardenal José María Bueno Monreal, arzobispo de la ciudad, el 7 de octubre de 1966.
La obra fue llevada a cabo por el arquitecto sevillano Aurelio Gómez Millán, y se trata de un edificio de una sola nave con capillas laterales. El templo obtuvo la dignidad de basílica menor por una bula de 12 de noviembre de 1966 concedida por el papa Pablo VI, siendo de este modo el primer templo sevillano en ostentar esta dignidad.

## Descripción

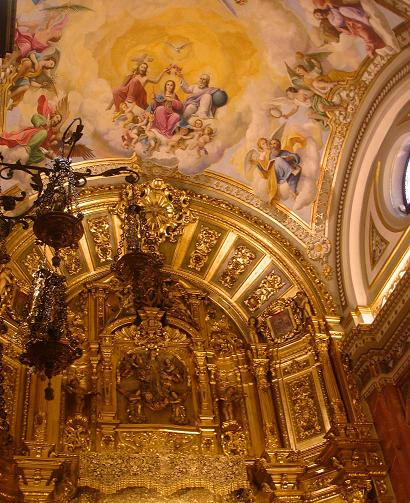
Techos de la basílica.

### Capilla y camarín de la Macarena
El retablo del altar mayor es de estilo neobarroco y alberga la Virgen de la Esperanza Macarena, una imagen anónima de finales del siglo XVII o principios del XVIII. Fue realizado en 1949 por Juan Pérez Calvo y Rafael Fernández del Toro; la imaginería es del gaditano Luis Ortega Bru y el dorado de Antonio Sánchez. El conjunto tiene una altura de 12 m y se dispone en dos cuerpos y ático que alberga alegorías de las tres virtudes teologales cristianas. La decoración del camarín de la virgen fue ejecutada por Fernando Marmolejo Camargo, así como la embocadura de plata del camarín simulando el frente de un paso de palio, en sustitución del anterior obra de Juan Pérez Calvo..

### Capilla y camarín de la Sentencia
La primera capilla del lado del Evangelio está destinada al culto de Nuestro Padre Jesús de la Sentencia, una imagen de vestir realizada por Felipe de Morales en 1654. La imagen se sitúa en un altar que el taller de Pérez Calvo realizó en 1951, y es una donación de los funcionarios del Ministerio de Justicia. Está inspirado en el barroco, y compuesto de un cuerpo con tres calles, presidiendo el central el camarín del Señor. La imaginería también es de Ortega Bru, y las calles laterales sostienen cartelas de San Gonzalo y Santa Genoveva, y el conjunto está rematado por un relieve de la Virgen del Pilar, patrona de la Hispanidad.

### Capilla del Rosario
Es una capilla situada a la derecha del altar mayor en la que se encuentra la imagen de la Virgen del Rosario con el Niño Jesús, titulares de la Hermandad de la Macarena.
Esta imagen procesiona el último domingo de octubre por las calles del barrio.

### Altar de la Hispanidad
El altar de la Hispanidad es el último retablo del templo, aunque no en su cronología, situado a los pies en el muro de la Epístola. Fue bendecido en 1959 por el cardenal Bueno Monreal. Este retablo surgió como agradecimiento de la Hermandad al pueblo sudamericano por la cantidad de donativos que habían enviado para la construcción y embellecimiento de la basílica. Su diseño y ejecución correspondió al taller de Pérez Calvo. En el mismo se disponen pinturas de las patronas iberoamericanas realizadas todas por el artista sevillano Luis Encina, a excepción de Nuestra Señora de la Altagracia, patrona de la República Dominicana, que fue realizada en cerámica por el artista Enrique Orce.
Preside el altar una pintura de la Virgen de Guadalupe, patrona de México, obra del pintor Joseph Mota en 1703 y donada a la Hermandad por el sacerdote Feliciano Cortés, gran abad de la basílica de Nuestra Señora de Guadalupe en México. El resto de imágenes son: Nuestra Señora de Coromoto, patrona de Venezuela; la Virgen de Caacupé, patrona de Paraguay; Santa Rosa de Lima, patrona del Perú; la Virgen de la Divina Providencia, patrona de Puerto Rico; Nuestra Señora de Luján, patrona de Argentina; la Virgen de Chiquinquirá, patrona de Colombia; Virgen del Quinche, patrona de Ecuador; Nuestra Señora del Carmen, patrona de Chile, Nuestra Señora de la Altagracia, patrona de la República Dominicana; y la Virgen de los Ángeles, patrona de Costa Rica.

## Hermandad de la Esperanza Macarena
La Basílica es sede de la Real, Ilustre y Fervorosa Hermandad y Cofradía de Nazarenos de Nuestra Señora del Santo Rosario, Nuestro Padre Jesús de la Sentencia y María Santísima de la Esperanza Macarena.

## Museo

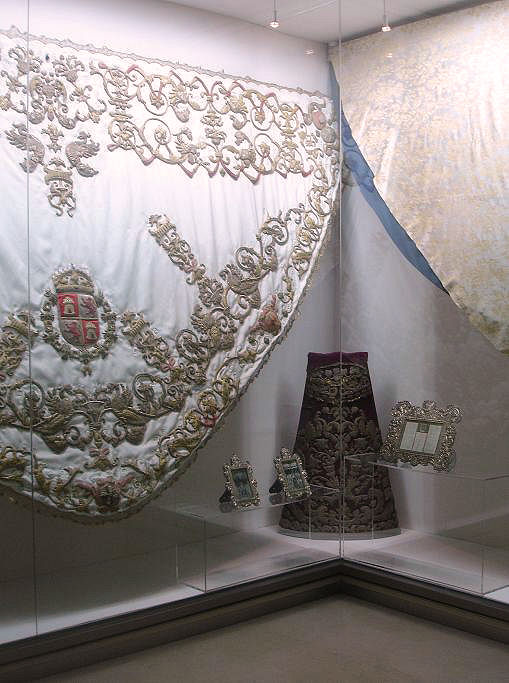
Muestra de algunas de las piezas que exhibe el museo.

En octubre de 2009 se inauguró el nuevo museo de la basílica con nuevos espacios y diseño. Las nuevas instalaciones disponen de 800 m² distribuidos en tres plantas en las que se ofrece una visión completa de la Semana Santa de Sevilla empleando los enseres procesionales y litúrgicos que ha atesorano la hermandad en sus cuatro siglos de existencia. El cardenal arzobispo de Sevilla, monseñor Carlos Amigo Vallejo, acompañado del alcalde, Alfredo Sánchez Monteseirín, y del hermano mayor Juan Ruíz Cárdenas, estuvieron presentes en la inauguración de las instalaciones.

## Polémica
Los restos de Gonzalo Queipo de Llano, uno de los generales franquistas que se sublevaron contra la II República, considerado por algunos historiadores y expertos un "criminal de guerra" y al que se le atribuyen 45.000 fusilamientos (14.000 sólo en Sevilla), y los del también general Francisco Bohórquez permanecían en la basílica de la Macarena.
En cumplimiento de la Ley 20/2022, de 19 de octubre, de Memoria Democrática que establece en el artículo 38.3: “Los restos mortales de dirigentes del golpe militar de 1936 no podrán ser ni permanecer inhumados en un lugar preeminente de acceso público, distinto a un cementerio” y del 35.5 que señala: “cuando los elementos contrarios a la memoria democrática estén ubicados en edificios de carácter privado o religioso, pero con proyección a un espacio o uso público, las personas o instituciones titulares o propietarias de los mismos deberán retirarlos o eliminarlos” los restos fueron exhumados y trasladados el 3 de noviembre de 2022.